# Fermelã
Fermelã is een plaats (freguesia) in de Portugese gemeente Estarreja en telt 1482 inwoners (2001).